# Білка (притока Дунайця)
Білка (пол. Białka (dopływ Dunajca)) — гірська річка в Польщі, у Татранському повіті Малопольського воєводства. Права притока Дунайця, (басейн Балтійського моря).

## Опис
Довжина річки 41,0 км, площа басейну водозбору 230  км². Формується притоками та безіменними струмками.

## Розташування
Річка утворюється в Татрах на висоті близько 1075 м над рівнем моря від з'єднання Рибного Потоку та Білої Води. Спочатку тече переважно на північний захід Бжегі, Юргув, Буковіну Татшанську, Чарну Гуру і Бялку Татшанську. Далі тече на північний схід через Трибш, Нову-Білу і між селами Дембно та Фридман впадає у Чорштинське водосховище (річка Дунаєць).

## Притоки
- Рибний Потік, Розтока, Ваксмундзький Потік (ліві); Біла Вода Більчанська, Яворовий Потік, Кізьлінковий Потік (праві).

## Цікавий факт
- У верхній частині понад річкою пролягає міжнародний автошлях  49.